# Rectocele
En ginecología, se llama rectocele a la existencia de una protrusión o  abombamiento de la parte final del tubo digestivo o recto en la región posterior del conducto vaginal. Está ocasionado por una debilidad en el tabique rectovaginal que separa la vagina del recto, lo que ocasiona que este último ocupe la vagina, provocando dificultad para la defecación. Con menor frecuencia que las mujeres, los hombres también pueden presentar rectoceles.

## Causas
Las causas de la afección son múltiples, entre los factores más frecuentes se incluyen la predisposición genética, los partos múltiples y traumáticos, la repetición de ejercicios que aumentan la presión intraabdominal, como el levantamiento de objetos pesados, la tos crónica y la obesidad. Es más frecuente en mujeres de más de 50 años que en jóvenes, pues la falta de estrógenos que se produce en la menopausia, provoca menor elasticidad de los tejidos, favoreciendo    la aparición del problema.  El rectocele se acompaña a veces de la presencia de cistocele que es la protrusión de la vejiga urinaria en la parte anterior del conducto vaginal.

## Síntomas
Los síntomas son muy variables dependiendo del grado de la afección, en ocasiones apenas provoca molestias, en otras casos origina dolor en el recto o la vagina, dificultad para la defecación y relaciones sexuales dolorosas. 

## Tratamiento
En los casos leves se recomienda realizar ejercicios específicos para el fortalecimiento de  la musculatura del suelo pélvico ( ejercicios de Kegel) y medidas generales, como disminución de peso si existe sobrepeso u obesidad, evitar el tabaquismo y no realizar ejercicios físicos que provoquen aumento de la presión intraabdominal, como levantar cargas pesadas. En los casos más severos el tratamiento recomendado es la cirugía si no existen contraindicaciones.